# منتخب اليونان لدوري الرغبي
منتخب اليونان الوطني لدوري الرغبي (باليونانية: Εθνική Ελλάδας)‏ هو ممثل اليونان الرسمي في المنافسات الدولية في دوري الرغبي .

## وصلات خارجية
- الموقع الرسمي